# トゥームレイダー ファースト・ミッション
『トゥームレイダー ファースト・ミッション』（原題: Tomb Raider）は、2018年公開のアメリカ合衆国のアドベンチャー・アクション映画。
2013年にスクウェア・エニックスより発売されたコンピュータゲーム『トゥームレイダー』の映画化作品であるが、ストーリーは原作ゲームから大幅に変更されている。
監督はローアル・ユートハウグ、主演はアリシア・ヴィキャンデルが務め、ドミニク・ウェスト、ウォルトン・ゴギンズ、ダニエル・ウー、クリスティン・スコット・トーマスが共演している。

## あらすじ
大企業クロフト社を経営するリチャード・クロフトは、古代日本の女王卑弥呼の墓を探すため、娘ララ・クロフトを残して日本に向かい行方不明となってしまう。警察も「リチャードは死亡した」と判断したため、ララには父の会社を相続する権利が生じるが、父の死を認めたくないララは相続を拒否し、自転車便のバイトで生計を立てていた。
しかし、クロフト社の経営を一任されているアナ・ミラーとの再会をきっかけに会社を相続しようとするが、そこで役員のヤッフェから父の遺品を受け取り、屋敷の地下にある父の研究室に向かう。そこには「卑弥呼に関する資料」があり、ビデオレターには「卑弥呼の力を悪用しようとする組織から世界を守るため、資料を廃棄して欲しい」とメッセージが残されていた。ララは父を探すことを決意し、父が船をチャーターした香港に向かう。
香港に到着したララは、父が雇った船長の息子ルー・レンと出会い、2人の父を探すため卑弥呼の墓がある魔の海に向かう。航海の途中、ララは父の残した手記を読み、卑弥呼の力を狙っている組織は「トリニティ」と呼ばれる集団だと知る。ルー・レンの船は卑弥呼の墓がある島に近付くが、嵐に巻き込まれて2人は海に放り出されてしまう。
島に打ち上げられた2人はトリニティに捕まってしまい、そこでトリニティのメンバーであるヴォーゲルから「父が殺された」ことを聞かされる。ヴォーゲルは「ララの持っていた手記」をもとに卑弥呼の墓に向かおうとするが、ルー・レンの援護を受けてララは脱出する。
森の中を逃げ回ったララは、生き延びていた父リチャードと再会する。2人は再会を喜ぶが、手記がヴォーゲルの手に渡ったことを知ったリチャードは動揺する。ララは墓暴きを阻止するためルー・レンや他の人々を解放して逃がすが、リチャードがヴォーゲルに捕まってしまい、ヴォーゲルたちと共に墓の中に入っていく。
ララたちはトラップをかわしながら墓の中を進み、卑弥呼の棺を発見する。ヴォーゲルたちは「卑弥呼のミイラ」を運び出そうとするが、部下の1人が伝染病に罹患して死んでしまう。ララは卑弥呼が伝染病に感染し、感染を防ぐために孤島の墓に眠ったことを知り、ミイラを持ち出そうとするヴォーゲルと銃撃戦となる。
ヴォーゲルはミイラの欠片を持ち出して逃げ出し、伝染病に感染したリチャードは墓に残ることを決意し、ララにヴォーゲルの阻止を頼む。リチャードはミイラと共に自爆し、ララは格闘の末にヴォーゲルを倒して地上に脱出する。ルー・レンたちと合流したララは、トリニティの輸送ヘリを強奪し、島から脱出する。
ロンドンに戻ったララは父の遺産を相続し、正式にクロフト社を引き継ぐ。クロフト社の資産を確認したララは、子会社の中にトリニティのフロント企業が紛れ込んでいること、アナがトリニティの関係者であることを突き止める。ララは父の遺志を継ぎトリニティの野望を阻止することを決意し、質屋でH&K USPを購入する。

## キャスト
※括弧内は日本語吹替

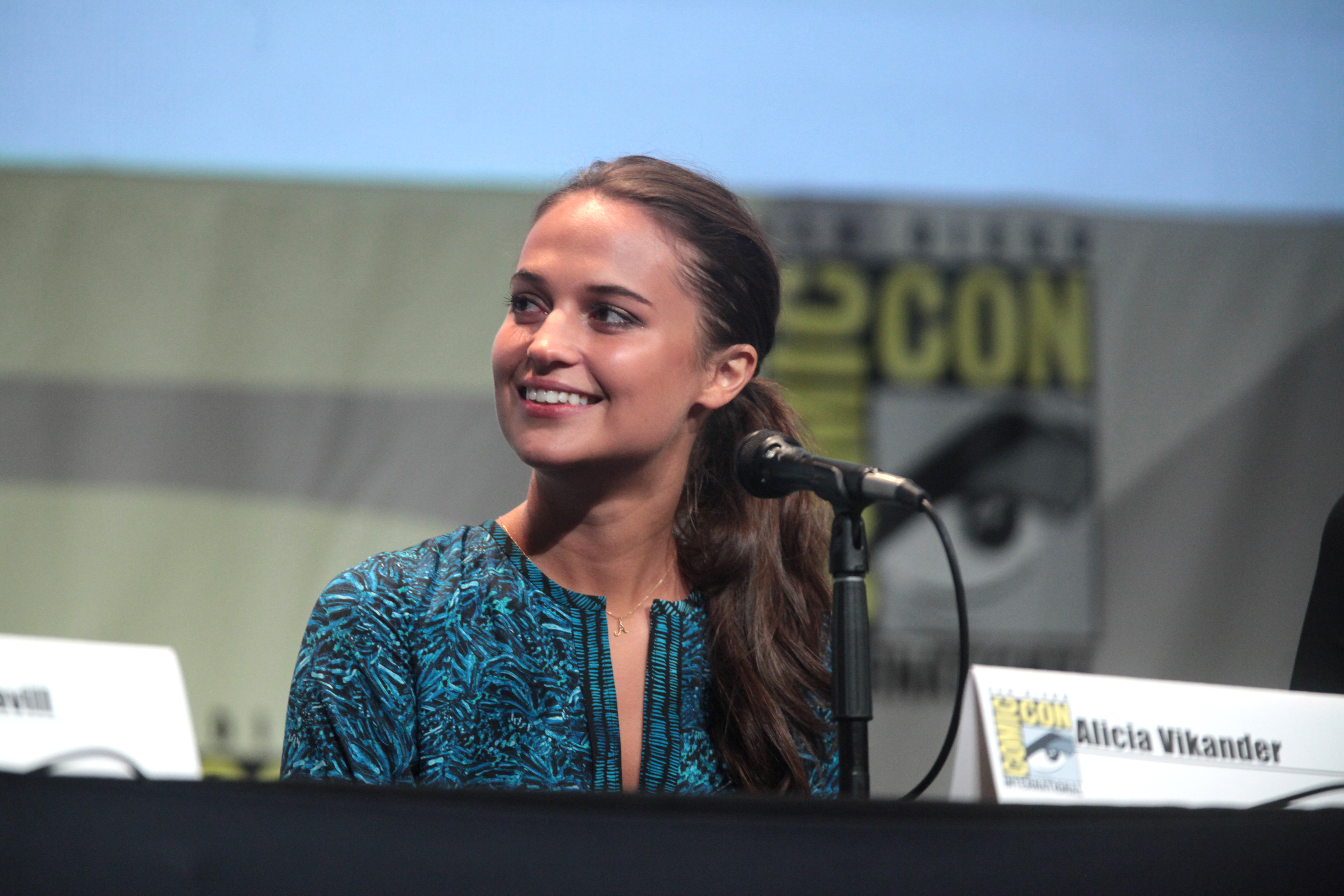
アリシア・ヴィキャンデル

- ララ・クロフト - アリシア・ヴィキャンデル（甲斐田裕子[11]）
  - 7歳のララ - メイジー・デ・フレイタス (悠木碧)
  - 14歳のララ - エミリー・キャリー
- リチャード・クロフト - ドミニク・ウェスト（井上和彦）
- マサイアス・ヴォーゲル - ウォルトン・ゴギンズ（諏訪部順一[11]）
- ルー・レン - ダニエル・ウー（中村悠一[11]）
- アナ・ミラー - クリスティン・スコット・トーマス（高島雅羅）
- ミスター・ヤッフェ - デレク・ジャコビ（中博史）：クロフト社のアソシエイト
- ソフィー - ハナ・ジョン＝カーメン（田村睦心）：ララの親友
- マックス - ニック・フロスト（クレジットなし）（茶風林）：質屋の店主
- パメラ - ジェイミー・ウィンストン（英語版）（雨蘭咲木子）：マックスの妻
- ブルース - ジョセフ・アルティン (武内駿輔)
- ニティン - アントニオ・アーキール (榎木淳弥)
- ビル - ビリー・ポスルスウェイト (土田大)
- ソフィー - ハナ・ジョン=カーメン (北田理道)
- アフジャ夫人 - レッカ・ジョン・チェリヤン (藤田奈央)
- ローズ - アナベル・エリザベス・ウッド (ニケライ・ファラナーゼ)
- その他の日本語吹き替え‐高橋英則/内田雄馬/古川慎/中務貴幸/大泊貴揮/西谷修一

## 製作
2011年にGKフィルムズが映画化の権利を取得した。2015年11月にローアル・ユートハウグが監督に起用され、2016年4月にアリシア・ヴィキャンデルが主演を務めることが発表された。主演にはデイジー・リドリーが噂されていたが、彼女は噂について「狂った噂」と一蹴していた。2016年12月にウォルトン・ゴギンズが悪役として出演することが発表され、2017年前半に他のキャストも順次発表された。
2017年1月23日からケープタウンで主要撮影が開始され、6月9日にリーブスデン・スタジオで撮影が終了した。クロフト邸の外観の撮影にはウィルトシャー・ソールズベリー郊外にあるウィルトン・ハウスが使用されている。ヴィキャンデルは役作りのために4か月間に週6日間ジムに通い、ロッククライミング、ミックス・マーシャル・アーツ、ボクシング、水泳、自転車、アーチェリーのトレーニングを行っている。また、友人のアレクサンダー・スカルスガルドから紹介されたトレーナーの指導で食事制限もしていた。

## 公開
2018年3月2日にドイツ・ベルリンでプレミア上映が行われ、招待客とコスプレファンが出席した。3月16日からは、アメリカでIMAX 3D・RealD上映が開始された。
北米では『Love, サイモン 17歳の告白』『アイ・キャン・オンリー・イマジン 明日へつなぐ歌』と同じ週に3,854の劇場で公開され、2,300万ドルから2,900万ドルの興行成績を収めることが予想された。木曜日の深夜上映の210万ドルを含め、公開初日は910万ドルの興行収入を記録した。公開初週の興行収入は2,350万ドルを記録し、『ブラックパンサー』に次ぎ興行収入ランキング第2位となり、公開第2週の興行収入は1,060万ドルを記録した。
世界市場ではアメリカに先立ちアジア9か国で公開され、初週末の興行成績は1,420万ドルを記録し、うち韓国が最高額の290万ドルとなっている。2018年3月16日から中国でも公開され、公開初日の興行成績は1,230万ドルを記録した。これは公開初日の記録としては、ワーナー・ブラザース映画史上5番目の成績となっている。

## 評価

### 批評

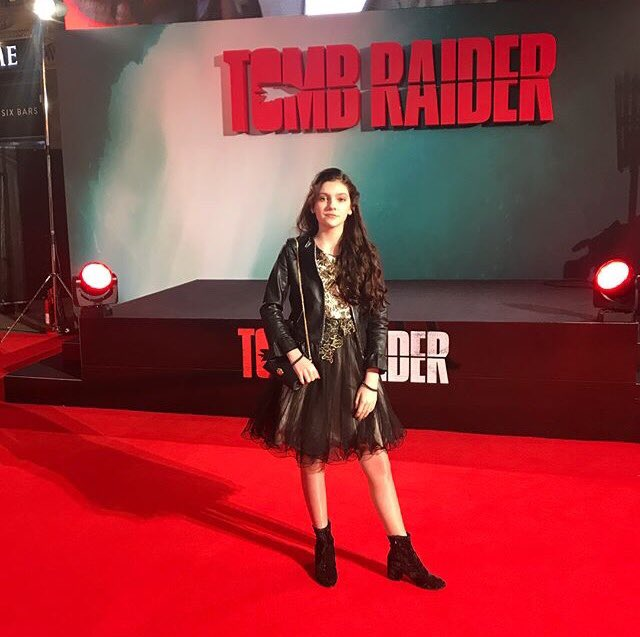
ヨーロッパ・プレミアに出席するエミリー・キャリー

Rotten Tomatoesには237件のレビューが寄せられ支持率49%、平均評価5.4/10となっており、「『トゥームレイダー ファースト・ミッション』は、より根源的なアプローチと明確なスターを持つフランチャイズをリブートするが、どちらも称賛されないオリジナル・ストーリーでは上手くいかない」と批評されている。公開直後には、ゲーム原作作品として同サイトで最も高い評価を得ていたが、数週間後に『ランペイジ 巨獣大乱闘』に記録を抜かれている。Metacriticでは53件のレビューが寄せられ48/100の評価となり、CinemaScoreでは「B」評価となっている。
バラエティ誌のオーウェン・グレイバーマンは映画を高く評価し、「ローアル・ユートハウグの指揮する新しい『トゥームレイダー ファースト・ミッション』の驚きは、主役であるヴィキャンデルの才能を弱めず、ギムナスティックとCGIのスリルの中に彼女をはめ込んでいることです。映画には弓矢によるシューティングや古代のスピリチュアル・ミーティングなどのアクションが多く含まれているが、ほとんどは確かな人間のスケールで描かれています。そのスケールは、役者に巧みに合わせられている」と批評している。RogerEbert.comのマット・ゾラーは3/4の星を与え、「これは彼らが興奮するほど華麗なシークエンスと、タフなオードリー・ヘプバーンのような女性ヒーローで美しく作られた素朴なアクション映画です」と批評している。
シカゴ・トリビューンのマイケル・フィリップスは2/4の星を与え、「リブート版『トゥームレイダー ファースト・ミッション』は最初の半分は悪くないが、残りの1時間は悪い。アクション・ヒロインが撃たれ、殴られ蹴られる姿を見るのは楽しいものではない」と批評している。ハリウッド・リポーターのトッド・マッカーシーはストーリーを酷評する一方で、ヴィキャンデルの演技を絶賛している。Exclaim!のマット・ボブキンは5/10のスコアを与え、「『トゥームレイダー ファースト・ミッション』は愚かな行動には全力を尽くすが、破壊的な意味のディープなものを集めようとはしない」と批評している。

### 受賞・ノミネート
| 映画賞                       | 部門             | 対象                                    | 結果       | 出典   |
| ---------------------------- | ---------------- | --------------------------------------- | ---------- | ------ |
| ティーン・チョイス・アワード | アクション映画賞 | トゥームレイダー ファースト・ミッション | ノミネート | [ 46 ] |
| ティーン・チョイス・アワード | アクション女優賞 | アリシア・ヴィキャンデル                | ノミネート | [ 46 ] |

## 続編構想
プロデューサーのエイドリアン・アシュカリシュはIGNのインタビューで、『トゥームレイダー』を『Just Cause』『Hitman: Agent 47』『Deus Ex』『Thief』とユニバース化する構想について語っている。